# 标准普尔全球1200指数
標準普爾全球1200指數是標準普爾全球股票的自由流通加權股票市場指數。該指數於1999年9月30日推出，涵蓋31個國家和大約70%的全球股票市值。它由七個區域指數組成：
- 標準普爾500指數（美國）
- 標準普爾亞洲50指數（香港、新加坡、韓國和台灣）
- 標普／澳證50指數（澳大利亞）
- 標準普爾歐洲350指數（歐洲指數分為三個子指數：S&P Euro，涵蓋歐元區市場；S&P Euro Plus，包括丹麥、挪威、瑞典和瑞士；以及S&P 英國）
- 標準普爾拉丁美洲40指數（巴西、智利、哥倫比亞、墨西哥和秘魯）
- S&P/TOPIX150指數（日本）
- S&P/TSX60指數（加拿大）

## 市值前十的公司
- 蘋果	(NASDAQ：AAPL)
- 微軟	(NASDAQ：MSFT)
- 亞馬遜 (NASDAQ：AMZN)
- 字母控股(Class A) (NASDAQ：GOOGL)
- 字母控股(Class C) (NASDAQ：GOOG)
- 伯克希爾哈撒韋	(：BRK.B)
- 騰訊控股	(港交所：00700)
- 強生公司	(：JNJ)
- 摩根大通	(：JPM)